# فيجن (مارفل)
فيجن أو الرؤية (بالإنجليزية: Vision)‏ هو اسم لعدة أبطال خارقين يظهرون في القصص المصورة الأمريكية التي يتم نشرها بواسطة مارفل كومكس. فيجن الأول عبارة عن كائن فضائي وهو من ابتكار كل من جو سيمونو جاك كيربي حيث ظهر للمرة الأولى في 1940. فيجن الثاني عبارة عن أندرويد وعضو في فريق «المنتقمون» ظهر للمرة الأولى في سنة 1968 بواسطة روي توماس وستان لي. فيجن الثالث هو مسافر عبر الزمن كان يعرف سابقا بـ «الفتى الحديدي» اندمج مع نظام تشغيل فيجن الثاني. فيجن الثاني أدى دوره الممثل بول بيتاني في فيلم المنتقمون: عصر ألترون (2015) وهو أيضا من ضمن الشخصيات في فيلم كابتن أمريكا: الحرب الأهلية.

## وصلات خارجية
- الصفحة في marvel.com